# Taka-Katajakari
Taka-Katajakari är en ö i Finland. Den ligger i Finska viken och i kommunen Kotka i den ekonomiska regionen  Kotka-Fredrikshamn i landskapet Kymmenedalen, i den södra delen av landet. Ön ligger omkring 23 kilometer sydöst om Kotka och omkring 130 kilometer öster om Helsingfors. Taka-
Öns area är 1,2 hektar och dess största längd är 150 meter i sydöst-nordvästlig riktning.